# Say It Ain’t So
«Say It Ain’t So» (рус. Скажи, что это не так) — песня американской рок-группы Weezer. Была выпущена в дебютном альбоме группы под названием Weezer (Голубой Альбом, как его обычно называют), является третьим по счёту синглом группы. Занимает седьмую строчку в самом альбоме.

## Предыстория песни
Как заявлял фронтмен группы Риверс Куомо истоки песни заложены в его детских травмах. Его мать и отец развелись когда он был маленьким, и как заявлял Риверс он думал что это произошло из-за алкоголя и из-за алкоголизма, которым в то время страдал его отец.
Название песни было придумано совершенно случайно, а если быть конкретнее, то в тот момент, когда его мама решила заново выйти замуж за его прошлого отчима Стефана, Риверс открыл холодильник, и неожиданно для себя нашёл бутылку, что дало толчок интенсивным эмоциям и впоследствии он сказал «Say It Ain’t So». После этого случая Риверс решил написать песню о том, как зависимость может погубить человека.

## Популярность песни
Песня обрела популярность сразу же как только вышла, как и весь дебютный Голубой Альбом. В данный момент времени песня является одной из самой популярных песен группы в целом. Американский журнал Rolling Stone поставил песню на 1 место в списке самых лучших песен Weezer за всё время.